# Anders Dahl (fodboldspiller)
 Der er flere personer med dette navn, se Anders Dahl.
Anders Dahl (født 15. juli 1986) er en dansk fodboldspiller, der spiller for FC Hjørring. Han har tidligere spillet for AaB og Nørresundby Boldklub.
Anders Dahl er født og opvokset i fiskerbyen Hou ved Hals i Nordjylland, og startede sit fodboldliv i den lokale fodboldklub.
Han spiller typisk på midtbanen, men kan også påtage sig rollen som angriber.